# Обрено, Ханнес
Ханнес Обрено (нидерл. Hannes Obreno, род. 8 марта, 1991, Брюгге) — бельгийский гребец-одиночка.

## Карьера
Обрено начал спортивную карьеру в 2008 году. В 2013 стал бронзовым медалистом чемпионата мира для спортсменов моложе 23 лет; в 2014 — восьмым на чемпионате мира. На Олимпийских играх 2016 года занял четвёртое место.
12 июня 2018 года 27-летний Обрено объявил, что из-за проблем со здоровьем вынужден завершить спортивную карьеру.